# Павлин Нолски
Павлин Нолски, познат као Павлин Милостиви је најпре био римски сенатор а после епископ у Ноли.
Попут свога пријатеља светог Амвросија примио је крштење, а након тога је отишао у Шпанију у планине Пиринејске где се подвизавао. Касније је изабран за епископа нолског. Према хришћанском веровању, био је добри и милостиви пастир. Умро је 431. године. Мошти му почивају у цркви Светог Вартоломеја у Риму.
Српска православна црква слави га 23. јануара по црквеном, а 5. фебруара по грегоријанском календару.
Велики део овог текста је преузет из охридског пролога светог владике Николаја Велимировића. Он не подлеже ауторским правима